# Liste der Monuments historiques in Sainte-Menehould
Die Liste der Monuments historiques in Sainte-Menehould führt die Monuments historiques in der französischen Gemeinde Sainte-Menehould auf.

## Liste der Immobilien
| Bezeichnung                  | Beschreibung | Standort                                  | Kennzeichnung | Schutzstatus   | Datum     | Bild           |
| ---------------------------- | --- | ----------------------------------------- | ------------- | -------------- | --------- | -------------- |
| Wohn- und Geschäftshäuser    | Randbebauung der Place du Général-Leclerc, erste Hälfte des 18. Jahrhunderts                                                          | 1–6, 9–18 place du Général-Leclerc (Lage) | PA00078844    | Inscrit        | 1952      | weitere Bilder |
| Hôtel de Ville               | 1730 erbaut | 19 place du Général-Leclerc (Lage)        | PA00078842    | Classé Inscrit | 1922 1942 | weitere Bilder |
| Fayencerie von Les Islettes  | Wohnhaus mit Nebengebäude, Kapelle, Gartenanlage, zweite Hälfte des 18. Jahrhunderts; mit Ausstattung des Wohnhauses, 19. Jahrhundert | Rue du Bois d’Epense (Lage)               | PA51000013    | Inscrit        | 2006      |                |
| Wohn- und Geschäftshäuser    | Randbebauung der Place d’Austerlitz, erste Hälfte des 18. Jahrhunderts                                                                | 1–25 place d’Austerlitz (Lage)            | PA00078843    | Inscrit        | 1952      |                |
| Kirche Notre-Dame-du-Château | ab dem 13. Jahrhundert | Rue du Cimetière (Lage)                   | PA00078841    | Classé         | 1930      | weitere Bilder |

## Liste der Objekte
| Bezeichnung                                                                        | Beschreibung | Standort                                            | Kennzeichnung | Schutzstatus | Datum     | Bild |
| ---------------------------------------------------------------------------------- | --- | --------------------------------------------------- | ------------- | ------------ | --------- | ---- |
| Marienaltar                                                                        | Altartisch, Tabernakel, Retabel und Skulptur Madonna mit Kind; Holz, 18. Jahrhundert                                | in der Kirche Notre-Dame-du-Château (Lage)          | PM51000999    | Classé       | 1911      |      |
| Konsoltisch                                                                        | Holz, 18. Jahrhundert                                                                                               | in der Kirche Notre-Dame-du-Château (Lage)          | PM51001000    | Classé       | 1911      |      |
| Skulpturengruppe Heiliger Josef mit dem Jesusknaben                                | Holz, 17. Jahrhundert                                                                                               | in der Kirche Notre-Dame-du-Château (Lage)          | PM51002179    | Inscrit      | 1974      |      |
| Drei Balken                                                                        | Holz, 18. Jahrhundert                                                                                               | in der Kirche Notre-Dame-du-Château (Lage)          | PM51003200    | Inscrit      | 1982      |      |
| Gemälde David                                                                      | Ölfarbe auf Leinwand, Holzrahmen, 17. Jahrhundert                                                                   | in der Kirche Notre-Dame-du-Château (Lage)          | PM51003242    | Inscrit      | 1989      |      |
| Skulpturen eines Mannes und einer Frau                                             | Stein, um 1350; im städtischen Museum deponiert                                                                     | in der Kirche Notre-Dame-du-Château (Lage)          | PM51001312    | Classé       | 1992      |      |
| Orgel                                                                              | Ensemble aus PM51001002 und PM51001003                                                                              | in der Kirche Notre-Dame-du-Château (Lage)          | PM51001767    | Classé       | 1981 1980 |      |
| Orgelempore und -prospekt                                                          | Hauptprospekt 1656 gebaut, Positiv 1779 bis 1781 durch Jacques Cochu ergänzt; Empore von 1748                       | in der Kirche Notre-Dame-du-Château (Lage)          | PM51001002    | Classé       | 1981      |      |
| Instrumentalteil der Orgel                                                         | Hauptwerk 1656 gebaut, Positiv 1779 bis 1781 durch Jacques Cochu ergänzt; wiederholt umgebaut, seit 1990 demontiert | in der Kirche Notre-Dame-du-Château (Lage)          | PM51001003    | Classé       | 1980      |      |
| Grabinschrift für Thierry und Jeanne Fretel                                        | Stein, bezeichnet 1352                                                                                              | in der Kirche Notre-Dame-du-Château (Lage)          | PM51002175    | Inscrit      | 1974      |      |
| Gemälde Madonna mit Kind                                                           | Ölfarbe auf Leinwand, 18. Jahrhundert                                                                               | in der Kirche Notre-Dame-du-Château (Lage)          | PM51002176    | Inscrit      | 1974      |      |
| Kruzifix (1)                                                                       | Holz, 18. Jahrhundert                                                                                               | in der Kirche Notre-Dame-du-Château (Lage)          | PM51003203    | Inscrit      | 1982      |      |
| Relief Marientod                                                                   | Stein, 16. Jahrhundert                                                                                              | in der Kirche Notre-Dame-du-Château (Lage)          | PM51003202    | Inscrit      | 1982      |      |
| Skulptur Heilige Manechildis von Perthes                                           | Holz, 17. Jahrhundert                                                                                               | La Grange aux Bois, in der Kirche St-Nicolas (Lage) | PM51002129    | Inscrit      | 1974      |      |
| Grabstein für Jehan Toignel und Colette Le Tur                                     | Stein, 15. Jahrhundert                                                                                              | in der Kirche Notre-Dame-du-Château (Lage)          | PM51000996    | Classé       | 1908      |      |
| Skulptur Heilige Anna                                                              | Stein, 16. Jahrhundert                                                                                              | in der Kirche Notre-Dame-du-Château (Lage)          | PM51002173    | Inscrit      | 1974      |      |
| Tabernakel des Hauptaltars                                                         | Holz, vergoldet, 18. Jahrhundert                                                                                    | in der Kirche Notre-Dame-du-Château (Lage)          | PM51002174    | Inscrit      | 1974      |      |
| Uhrwerk                                                                            | Schmiedeeisen, 19. Jahrhundert                                                                                      | in der Kirche Notre-Dame-du-Château (Lage)          | PM51003201    | Inscrit      | 1982      |      |
| Kommuniontisch                                                                     | Schmiedeeisen, 18. Jahrhundert                                                                                      | in der Kirche Notre-Dame-du-Château (Lage)          | PM51003205    | Inscrit      | 1982      |      |
| Skulptur Heiliger Eligius                                                          | Holz, farbig gefasst, 17. Jahrhundert                                                                               | La Grange aux Bois, in der Kirche St-Nicolas (Lage) | PM51002130    | Inscrit      | 1974      |      |
| Skulptur Heiliger Nikolaus                                                         | Holz, farbig gefasst, 18. Jahrhundert                                                                               | La Grange aux Bois, in der Kirche St-Nicolas (Lage) | PM51002131    | Inscrit      | 1974      |      |
| Skulptur Madonna mit Kind (1)                                                      | Stein, 18. Jahrhundert                                                                                              | außen an der Kirche Notre-Dame-du-Château (Lage)    | PM51002180    | Inscrit      | 1974      |      |
| Skulptur Heiliger Stefan (1)                                                       | Holz, farbig gefasst, 17. Jahrhundert                                                                               | in der Kirche Notre-Dame-du-Château (Lage)          | PM51002178    | Inscrit      | 197       |      |
| Skulptur Heiliger Stefan (2)                                                       | Stein, 14. Jahrhundert                                                                                              | in der Kirche Notre-Dame-du-Château (Lage)          | PM51003241    | Inscrit      | 1989      |      |
| Skulptur Madonna mit Kind (2)                                                      | Holz. 16. Jahrhundert                                                                                               | in der Hospitalkapelle (Lage)                       | PM51003429    | Inscrit      | 2001      |      |
| Kruzifix (2)                                                                       | Holz, farbig gefasst, 17. Jahrhundert                                                                               | La Grange aux Bois, in der Kirche St-Nicolas (Lage) | PM51002132    | Inscrit      | 1974      |      |
| Gemälde Heiliger Laurentius                                                        | Ölfarbe auf Holz, 17. Jahrhundert; im städtischen Museum deponiert                                                  | in der Kirche Notre-Dame-du-Château (Lage)          | PM51000997    | Classé       | 1911      |      |
| Gemälde Ludwig der XIII. und Kardinal Richelieu beten vor der heiligen Manechildis | Ölfarbe auf Leinwand, 17. Jahrhundert; im städtischen Museum deponiert                                              | in der Kirche Notre-Dame-du-Château (Lage)          | PM51000998    | Classé       | 1911      |      |
| Osterleuchter                                                                      | Holz, 17. Jahrhundert                                                                                               | in der Kirche Notre-Dame-du-Château (Lage)          | PM51001001    | Classé       | 1975      |      |
| Athanasiusreliquiar                                                                | Holz, vergoldet, 19. Jahrhundert; im städtischen Museum deponiert                                                   | in der Kirche Notre-Dame-du-Château (Lage)          | PM51002177    | Inscrit      | 1974      |      |
| Hauptaltar                                                                         | Altartisch; Marmor, 18. Jahrhundert                                                                                 | in der Kirche Notre-Dame-du-Château (Lage)          | PM51003204    | Inscrit      | 1982      |      |
| Gemälde Bathseba                                                                   | Ölfarbe auf Leinwand, Holzrahmen, 17. Jahrhundert                                                                   | in der Kirche Notre-Dame-du-Château (Lage)          | PM51003243    | Inscrit      | 1989      |      |
| Kanzel                                                                             | Holz, 18. Jahrhundert                                                                                               | in der Kirche Notre-Dame-du-Château (Lage)          | PM51003206    | Inscrit      | 1982      |      |